# Evergestis frumentalis
Evergestis frumentalis là một loài bướm đêm trong họ Crambidae.

## Hình ảnh

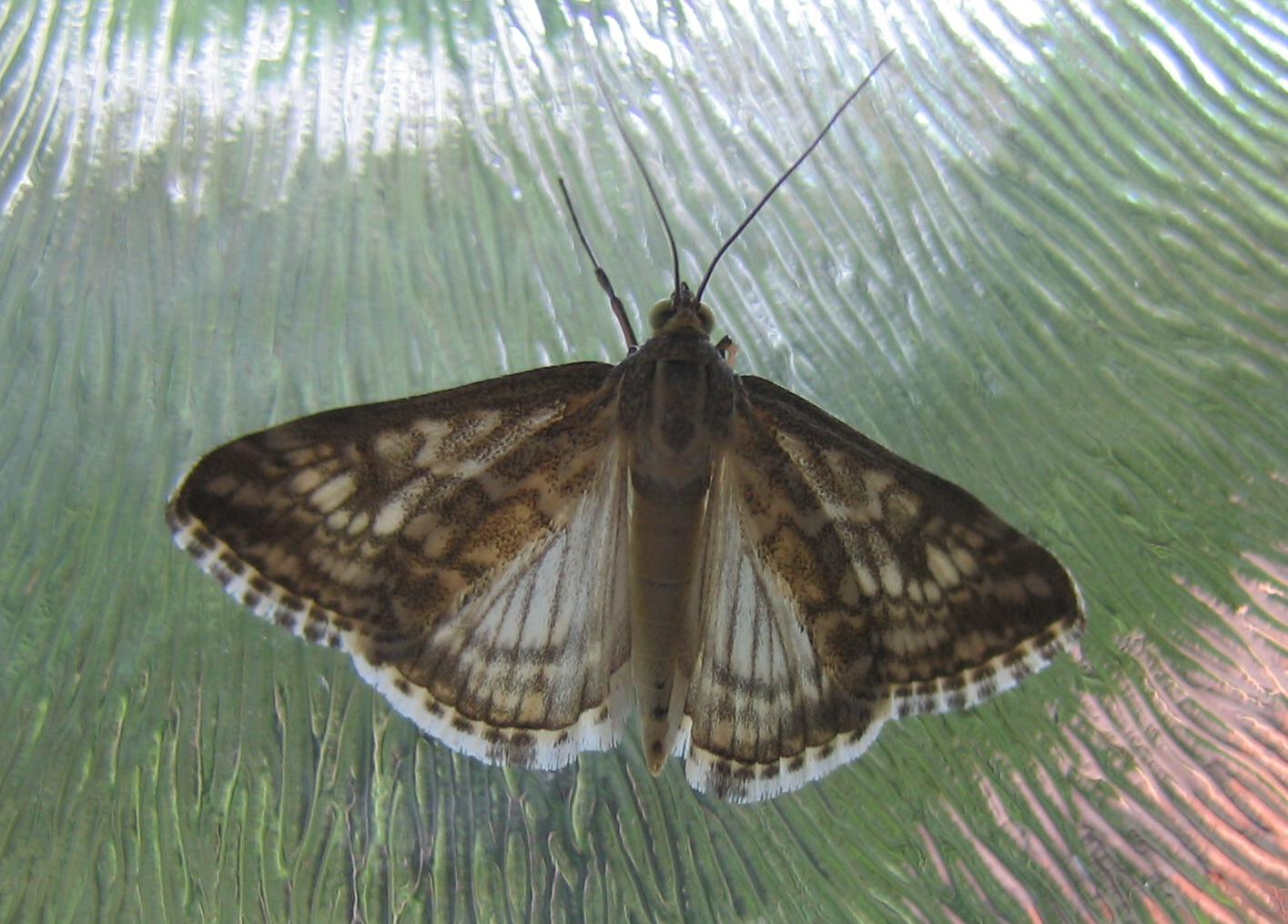